# Helicó de Cízic
Helicó (Helicon, Ἑλικών) fou un filòsof grec nascut a Cízic que fou amic i deixeble de Plató. Va viure un temps a la cort de Dionís el Jove de Siracusa que el va premiar per haver endevinat la data d'un eclipsi de sol. Va escriure l'obra Ἀποτελέσματα i el tractat Περὶ Διοσημειῶν, esmentats a Suides.